# دژ نهم

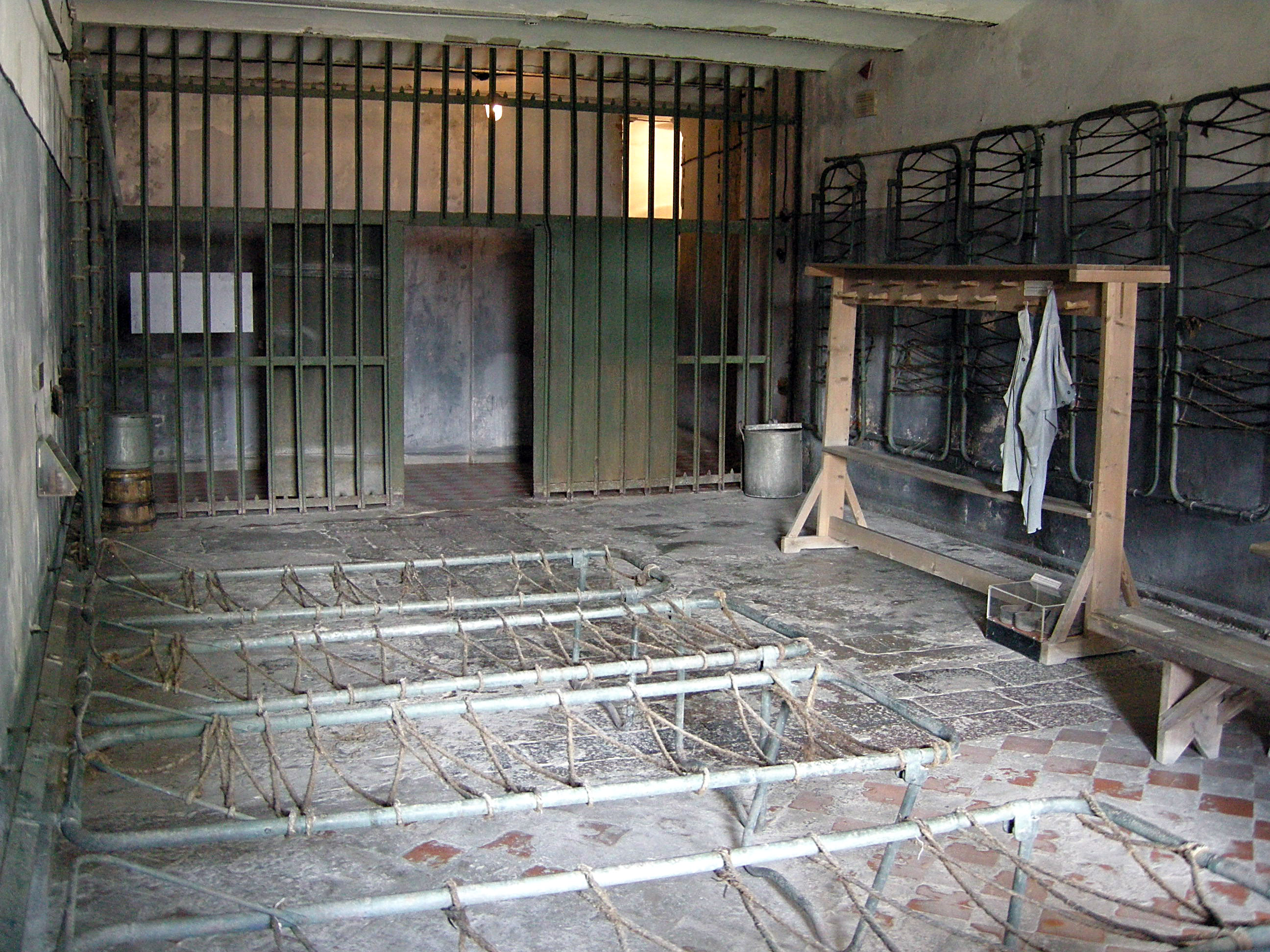
درون سلول زندان

دژ نهم (به لیتوانیایی: Devintas Fortas) یک دژ استحکامی در بخش شمالی شیلاینیای، در کاوناس، لیتوانی است. این بخشی از دژ کاوناس است که در اواخر سده نوزدهم ساخته شد. در زمان اشغال کاوناس و دیگر مناطق لیتوانی توسط اتحاد جماهیر شوروی، از این دژ به عنوان زندان و محل استقرار موقت زندانیان برای فرستاده شدن به گولاگ‌ها استفاده می‌شد. پس از اشغال لیتوانی توسط آلمان نازی، این دژ به عنوان محلی برای اعدام یهودیان، اسیران جنگی شوروی و دیگران مورد استفاده قرار می‌گرفت.

## تاریخچه
در اواخر سده نوزدهم، شهر کاوناس دارای استحکامات شد و تا سال ۱۸۹۰ توسط هشت دژ و نه توپخانه مسلح احاطه شد. ساخت دژ نهم (نامگذاری عددی آن که بعدها به نام اصلیش تبدیل شد) در سال ۱۹۰۲ آغاز شد و در آستانه جنگ جهانی اول به پایان رسید. از ۱۹۲۴ به بعد، دژ نهم به عنوان زندان شهر کاوناس مورد استفاده قرار گرفت.
در طول سالهای اشغال کشورهای حوزه دریای بالتیک، ۱۹۴۰–۱۹۴۱، دژ نهم توسط NKVD برای اسکان زندانیان سیاسی منتظر انتقال به اردوگاه‌های کار اجباری گولاگ استفاده می‌شد.
در طول سال‌های اشغال توسط نازی‌ها، دژ نهم به عنوان مکانی برای کشتار دسته‌جمعی مورد استفاده قرار گرفت. میان ۴۵۰۰۰ تا ۵۰٬۰۰۰ یهودی، بیشتر آنها از کاوناس و عمدتاً از گتو کونو، به دژ نهم منتقل شدند و توسط نازی‌ها و همدستان لیتوانیایی آن‌ها در آنچه که به کشتار کاوناس معروف شد، کشته شدند.
خاخام الکونون واسرمن از بارانوویچ در میان قربانیان سرشناس این رویداد بود. علاوه بر این، یهودیانی از فرانسه، اتریش و آلمان در جریان اشغال نازی‌ها به کاوناس آورده و در دژ نهم اعدام شدند. در سال ۱۹۴۳، آلمانی‌ها از جوخه‌های ویژه یهودیان برای حفر گورهای دسته جمعی و سوزاندن اجساد باقی مانده بهره گرفتند. یک دسته ۶۲ نفره در آستانه سال ۱۹۴۴ موفق به فرار از دژ شدند. در آن سال، با پیشروی نیروهای شوروی، آلمانی‌ها اقدام به برچیدن گتو و نیز آنچه تا آن هنگام با عنوان «دژ مرگ» شناخته شده بود، کردند. زندانیان به اردوگاه‌های دیگر فرستاده شدند. پس از جنگ جهانی دوم، شوروی مجدداً از دژ نهم به مدت چند سال به عنوان زندان استفاده کرد. از سال ۱۹۴۸ تا ۱۹۵۸ چند سازمان کشاورزی از دژ نهم مدیریت می‌شدند.
در ۱۹۵۸، موزه‌ای در دژ نهم گشایش یافت. یک سال بعد، نمایشگاهی در چهار سلول به نمایش جنایات جنگی نازی‌ها در لیتوانی پرداخت. در ۱۹۶۰، اکتشافات، فهرستنویسی‌ها و تحقیقات پزشکی قانونی از سایت‌های محلی کشتار جمعی توانستند به آگاهی دربارهٔ دامنه این جنایات کمک کنند.